# Андріанов Костянтин Олександрович
Костянтин Олександрович Андріанов (рос. Константин Александрович Андрианов; нар. 16 лютого 1910, Москва — пом. 19 січня 1988, Москва) — діяч радянського і міжнародого спортивного руху; член Міжнародного олімпійського комітету у 1951—1988 роках, виконкому Міжнародного олімпійського комітету у 1962—1974 роках та віцепрезидент і перший віцепрезидент Міжнародного олімпійського комітету у 1966—1970 роках.

## Біографія
Народився 16 лютого 1910 року в місті Москві (тепер Росія). Впродовж 1924—1935 років працював робітником; член ВКП(б) з 1931 року. У 1935—1938 роках — на комсомольській роботі. У 1938—1941 роках — голова Московського міського комітету з фізичної культури і спорту; у 1941—1958 роках — перший заступник голови Спорткомітету СРСР. 1950 року закінчив Вищу партійну школу при ЦК КПРС.
З 23 квітня 1951 року по березень 1975 року — перший голова Національного олімпійського комітету СРСР. З березня 1975 року — заступник голови Олімпійського комітету СРСР. Був членом редакційної колегії видання «Олімпійська енциклопедія» та працівником Організаційного комітету «Олімпіада-80».
Помер в Москві 19 січня 1988 року. Похований в Москві на Кунцевському кладовищі (ділянка № 10).

## Нагороди
- Орден Трудового Червоного Прапора (27 квітня 1957);
- Орден Дружби народів (15 лютого 1980);
- Два ордена «Знак Пошани»;
- Срібний Олімпійський орден (1988)[1].